# Galeriegrab Altendorf
Das Galeriegrab Altendorf war eine megalithische Grabanlage der jungsteinzeitlichen Wartbergkultur bei Altendorf, einem Ortsteil von Naumburg im Landkreis Kassel (Hessen). Es wurde 1907 entdeckt und 1934 archäologisch untersucht, wobei zahlreiche Bestattungen und Grabbeigaben gefunden wurden. Am Fundort sind heute keine Reste des Grabs mehr vorhanden. Es ist nur noch der Türlochstein erhalten, der sich heute im Regionalmuseum Wolfhagen befindet.

## Lage
Die Anlage befand sich südlich von Altendorf im Flurstück „Eierfeld“ auf einem Feld. In etwa 4,5–6,5 km Entfernung lagen südlich und südöstlich die Galeriegräber Züschen I, II, III und IV, von denen heute nur noch Grab I existiert. Zusammen mit dem 7,8 km ostsüdöstlich gelegenen Galeriegrab Gleichen und dem 10,4 km östlich gelegenen Lautariusgrab bei Gudensberg bilden all diese Anlagen die sogenannte Züschener Gruppe.

## Forschungsgeschichte
Das Grab wurde 1907 entdeckt. Landwirtschaftliche Aktivitäten führten zu seiner allmählichen Zerstörung. 1934 fand eine archäologische Grabung unter Leitung von Wilhelm Jordan statt. Die dabei gemachten Funde befinden sich heute im Hessischen Landesmuseum in Kassel. Der Türlochstein des Grabs kam ins Regionalmuseum Wolfhagen. Jordan verfasste zwar noch im gleichen Jahr einen Grabungsbericht, zeitnah erschien aber nur eine kurze Fundmeldung. Eine vollständige Grabungspublikation veröffentlichte Jordan erst 1954. Das Skelettmaterial aus dem Galeriegrab wurde 1937 von Gustav Perret im Zuge einer rassenkundlichen Dissertation anthropologisch ausgewertet. Kerstin Schierhold publizierte in ihrer 2012 erschienenen Dissertation zur Megalithik in Hessen und Westfalen eine vollständige Zusammenstellung der aus dem Grab stammenden Funde. Christoph Rinne, Clara Drummer und Christian Hamann beprobten 2019 das Skelettmaterial und konnten damit eine größere Menge an 14C-Daten gewinnen, die neue Einblicke in die Belegungsgeschichte des Grabes ermöglichten.

## Beschreibung

### Architektur
Das Galeriegrab war westnordwest-ostsüdöstlich orientiert und hatte eine Länge von 17 m und eine Breite von 2,9 m. Seine Höhe betrug 1,4 m. Die Grabkammer war aus Wandplatten aus Buntsandstein gefertigt. Das Trockenmauerwerk zwischen den Wandplatten sowie das Bodenpflaster bestanden aus Muschelkalk. Die Kammer hatte eine lichte Länge von 15,4 m, eine lichte Weite zwischen 2 m und 2,1 m und eine lichte Höhe von 1 m.
Das Baumaterial für die Wandplatten stammte aus der unmittelbaren Umgebung. Drei mögliche Entnahmestellen konnten nördlich, südlich und südöstlich in Entfernungen zwischen 200 m und 300 m ausgemacht werden. Der Muschelkalk wurde aus etwa 1 km Entfernung herbeigeschafft.

### Bestattungen

#### Anzahl der bestatteten Individuen
Das gefundene Skelettmaterial ließ sich mindestens 235 Individuen zuordnen. Die Bestattungen waren in bis zu vier Schichten in die Kammer eingebracht worden, die durch kiesige Erde und Steine voneinander getrennt waren. 18 Skelette waren in Rückenlage niedergelegt worden, davon neun in gesteckter Lage. Die Toten lagen zumeist in Längsrichtung zur Kammer mit dem Kopf zum Eingang, nur einer in umgekehrter Richtung. In mindestens drei Fällen waren Kinderskelette nebeneinander quer zur Kammerrichtung niedergelegt worden. Nur 15–18 Skelette wurden im vollständigen oder teilweise vollständigen anatomischen Verband vorgefunden, davon nur zwei mit Schädeln. An einer Stelle wurde eine Konzentration von Leichenbrand festgestellt. An einer Langseite des Grabes waren zwischen zwei Wandsteinen neun Schädel zu einer „Pyramide“ aufgetürmt worden. Weitere 20 Schädel lagen an einer Langseite nebeneinander in einer Reihe. Langknochen waren in Gruppen zusammengelegt worden.

#### Alter, Geschlecht und Körpergröße
Von den Toten gehörten 23 Individuen der Altersklasse Infans I (0,5–6 Jahre) und 20 der Altersklasse Infans II (7–13 Jahre) an. Bei zehn Individuen lag das Sterbealter zwischen 18 und 22 Jahren. 169 gehörten den Altersklassen Adult (21–40 Jahre) und Matur (41–60 Jahre) an und 13 der Altersklasse Senil (über 60 Jahre). 75 Skelette ließen sich als männlich identifizieren, 40 als weiblich, bei 120 konnte das Geschlecht nicht bestimmt werden. Die durchschnittliche Körpergröße der Männer lag bei 1,60–163 m, die der Frauen bei 1,51–1,54 m.

#### Krankheiten und Verletzungen
Am Schädel eines 20–30 Jahre alten Mannes wurden Spuren einer Knochenhautentzündung festgestellt. Am Unterkiefer eines gleich alten Mannes zeigten sich starke Verluste von Knochensubstanz, außerdem starke Zahnabrasion, Karies und dadurch hervorgerufene Fisteln am Kieferknochen. Weiterhin wurden fünf Fälle von miteinander verwachsenen Wirbeln (Hals- und Lendenwirbel), ein Fall von miteinander verwachsenen Waden- und Schienbein sowie drei Fälle von gebrochenen Finger- und Zehenknochen festgestellt.

### Funde

#### Keramik
Das Grab enthielt zahlreiche Keramikgefäße, von denen sich die meisten der älteren und wenige der jüngeren Phase der Wartbergkultur zuordnen lassen. Die Keramik ist rot, braun, grau oder schwarz, hart gebrannt und mit grobem weißem Quarzbruch gemagert. Die Oberfläche der Gefäße ist geglättet. Bei den gefundenen Gefäßen handelt es sich um eine kalottenförmige Schale mit rundlichem Profil, Scherben von steilwandigen bis kalottenförmigen Schüsseln, drei Töpfe, Scherben weiterer Töpfe, zwei bauchige Tassen, eine konische Tasse, eine Tasse vom Typ Rimbeck, eine große schalenartige Tasse, eine Kragenflasche, ein Bruchstück einer weiteren Kragenflasche und Scherben eines Gefäßes mit einziehendem Rand und einer Verzierung aus einer doppelten Einstichreihe sowie plastischen Leisten. Hinzu kommen weit über 200 Scherben, die sich zeitlich nicht sicher einordnen lassen sowie Scherben anderer Zeitstellung (siehe unten). Die Keramikfunde stammen größtenteils aus dem Vorraum und dem vorderen Teil der Grabkammer, in kleinerer Menge auch aus dem mittleren Teil. Im hinteren Teil der Kammer wurde außer in einer Störung keine Keramik gefunden.
Neben Gefäßen und Gefäßscherben wurden in der Kammer noch zwei doppelkonische Spinnwirtel aus Ton gefunden, außerdem eine durchlochte runde Keramikscherbe, die wohl ebenfalls als Spinnwirtel verwendet worden war.

#### Geräte aus Feuerstein und Kieselschiefer
Bei den gefundenen Geräten aus Feuerstein und Kieselschiefer handelte es sich um fünf Klingen, eine Spitzklinge, vier Klingenbruchstücke, zwei klingenartige Abschläge, 14 dreieckige Pfeilspitzen, eine geflügelte Pfeilspitze, eine atypische Pfeilspitze, eine Pfeilspitze mit Schaftdorn, zwei atypische querschneidige Pfeilspitzen, ein Kratzer, zwei atypische Schaber, 39 Abschläge, Absplisse und Trümmer. Die Pfeilspitzen wurden hauptsächlich im hinteren Teil der Kammer gefunden.

#### Felsgestein-Geräte
An Geräten aus Felsgestein wurden ein Beil mit einer Einfassung aus Hirschhorn, ein Bruchstück einer Schleifplatte, ein Reibstein, fünf kleine Basaltsteine mit natürlichen Näpfchen und ein ovaler Stein mit einem natürlichen aber wohl nachbearbeitetem Loch gefunden.

#### Knochengeräte
Bei den gefundenen Knochengeräten handelte es sich um vier Meißel, eine Pfeilspitze oder einen weiteren Meißel, vier Pfrieme, ein mögliches Bruchstück einer Pfeilspitze, einen Haken, einen Kolbenpfeil, zwei Röhrchen, einer Messer aus einem Eberhauer, Bruchstücke von Geweihschalen sowie drei Schulterblätter vom Rind, die möglicherweise als Schaufeln verwendet worden waren.

#### Schmuck

##### Tierzähne und -unterkiefer
An Schmuckgegenständen wurden 118 durchlochte Eckzähne vom Hund, ein durchlochter Schneidezahn vom Rind, 48 Unterkieferhälften vom Rotfuchs, fünf Unterkieferhälften vom Hund (davon zwei zusammengehörig), sieben Unterkieferhälften von der Wildkatze, zwei Unterkieferhälften vom Iltis, eine Unterkieferhälfte vom Igel und eine Unterkieferhälfte vom Ferkel gefunden. Viele Unterkieferhälften weisen eine Glanzpolitur auf.

##### Bernstein
Im Mittelteil der Grabkammer wurden recht nahe beieinander drei scheibenförmige Perlen aus Bernstein gefunden. Ihr Durchmesser beträgt 1,5 cm, 1,8 cm und 1,9 cm.

##### Kupfer
Ebenfalls im Mittelteil der Kammer wurde beim Skelett eines Kindes ein Bruchstück einer Kupferspirale gefunden. Es hatte eine Länge von 1,5 cm und zerfiel bei der Bergung. Grüne Verfärbungen am Kiefer, am Schlüsselbein und an den Rippen des Kindes bezeugen das ursprüngliche Vorhandensein weiterer, nicht erhaltener Kupfergegenstände.

##### Sonstiger Schmuck
Weitere Schmuckgegenstände aus dem Grab sind zwei durchlochte fossile Muscheln der Gattung Glycimeris.

#### Tierknochen
In der Grabkammer wurden zwei vollständige Hundeskelette gefunden, die wohl als Bestattungen anzusehen sind. Ein angebrannter Zahn und Röhrenknochen vom Hirsch sowie Beinknochen vom Wildschwein werden als Reste von Fleischbeigaben gedeutet. Weitere unbearbeitete Knochen stammen vom Fuchs, vom Hasen (darunter ein zahnloser Schädel), vom Iltis (ein Schädel), vom Wiesel sowie von nicht näher benannten Vögeln.

#### Funde früherer und späterer Zeitstellung
An der Außenseite der Grabkammer wurden in einer Störung drei verzierte Keramikscherben gefunden, die sich der Rössener Kultur (4600–4450 v. Chr.) zuordnen lassen und die auf eine Nutzung des Geländes bereits vor Errichtung des Galeriegrabs hinweisen. Auf eine Weiternutzung des Grabes nach Verlöschen der Wartbergkultur weisen Scherben eines Riesenbechers und weitere Scherben mit Schnurverzierung hin, die sich der Einzelgrabkultur (2850–2250 v. Chr.) zuweisen lassen. Eine Scherbe stammt sicher und vier weitere möglicherweise aus der römischen Kaiserzeit (60/30 v. Chr.–375 n. Chr.) und zahlreiche weitere aus dem Frühmittelalter. Neuzeitlichen Datums sind zwei Unterkieferhälften einer Hauskatze.